# Dziadoch
Dziadoch – osada w Polsce położona w województwie wielkopolskim, w powiecie konińskim, w gminie Wierzbinek, na lewym brzegu Noteci. Do 31 grudnia 2016 część wsi Teresewo pod nazwą Dziadak.
W latach 1975–1998 miejscowość należała administracyjnie do województwa konińskiego.